# Beverly Hills Cop: Axel F
Beverly Hills Cop: Axel Foley (br:  Um Tira da Pesada 4: Axel Foley; pt: O Caça Polícias: Axel Foley) é um filme de comédia de ação de 2024, dirigido por Mark Molloy, com roteiro de Will Beall, Tom Gormican e Kevin Etten. É o quarto filme da franquia Beverly Hills Cop e uma sequência de Beverly Hills Cop III (1994), Eddie Murphy reprisa seu papel como Axel Foley, com Judge Reinhold, John Ashton, Paul Reiser e Bronson Pinchot reprisando seus papéis de filmes anteriores da franquia, enquanto Joseph Gordon-Levitt, Taylour Paige e Kevin Bacon estrelam novos papéis.
O filme entrou em desenvolvimento em meados da década de 1990, sob a produtora de Murphy. Ele entrou em um processo de produção complicado com vários diretores e roteiristas ligados em vários pontos. Os cineastas Brett Ratner e a dupla Adil El Arbi e Bilall Fallah foram inicialmente contratados para dirigir durante vários pontos de desenvolvimento. Molloy foi contratado para dirigir em abril de 2022, com a produção começando em agosto de 2022 na Califórnia. É também o primeiro filme da franquia a não ser distribuído pela Paramount Pictures.
Beverly Hills Cop: Axel Foley foi lançado no serviço de streaming Netflix em 3 de julho de 2024.

## Enredo
30 anos após os eventos do filme anterior, o detetive Axel Foley retorna a Beverly Hills para investigar o desaparecimento de seu amigo, Billy Rosewood, e proteger sua filha afastada, a advogada Jenny Saunders, de uma perigosa quadrilha de narcotraficantes. Ele acaba se deparando com a corrupção dentro da força do Departamento de Polícia de Beverly Hills por conta do novo capitão de polícia, Cade Grant.

## Elenco
- Eddie Murphy como Axel Foley, um ágil detetive de polícia de Detroit, que frequentemente viajava para Beverly Hills para investigar crimes que elvolviam colegas ou amigos em comum.
- Taylour Paige como Jenny Saunders, a filha afastada de Axel Foley que trabalha em Beverly Hills como advogada de defesa criminal.[4] A identidade da mãe de Jenny permanece desconhecida.
- Joseph Gordon-Levitt como Detetive Bobby Abbott, ex-namorado de Jane e detetive da polícia do Departamento de Polícia de Beverly Hills que faz parceria com Axel na investigação[4]
- Judge Reinhold como Sargento William "Billy" Rosewood, ex-parceiro aposentado de John Taggart no Departamento de Polícia de Beverly Hills, que se tornou um investigador particular.[5]
- John Ashton como Sargento John Taggart, ex-parceiro de Billy Rosewood no Departamento de Polícia de Beverly Hills, que se aposentou da força como mencionado em Beverly Hills Cop III (1994), mas voltou a ativa como delegado. Ashton retorna ao papel 35 anos após Beverly Hills Cop II (1987).[3]
- Paul Reiser como Detetive Jeffrey Friedman, ex-parceiro de Axel no Departamento de Polícia de Detroit, que agora tornou-se vice-chefe. Reiser volta ao papel 35 anos após Beverly Hills Cop II (1987).[6]
- Bronson Pinchot como Serge, um ex-vendedor de  galeria de arte, que trabalhou como negociante de armas e tornou-se corretor imobiliário.[7]
- Kevin Bacon como Capitão Cade Grant, um capitão de polícia corrupto que comanda a força-tarefa de narcóticos no Departamento de Polícia de Beverly Hills[4]

Além disso, Luis Guzmán e Damien Diaz fazem breves aparições como Chalino Valdemoro e seu sobrinho Sam Enriquez, respectivamente, com a prisão do segundo dando início à trama. Mark Pellegrino aparece como o capanga de Grant, Beck. Christopher McDonald faz uma ponta como um jogador de golfe, uma referência a seu personagem em Happy Gilmore (1996). Apesar de não aparecerem no filme, Gil Hill e Ronny Cox são vistos em fotografias como o Inspetor Douglas Todd e o Tenente Andrew Bogomil. Steven Berkoff, que interpretou o antagonista Victor Maitland no primeiro filme, faz uma aparição breve e não creditada  como um homem no trânsito de Beverly Hills.
A filha de Eddie Murphy na vida real, Bria Murphy, interpreta a policial Renne Minnick..

## Produção

### Desenvolvimento

Pôster de divulgação.

Um quarto filme da franquia foi inicialmente anunciada para lançamento em meados da década de 1990, sob a produção da própria empresa de produção de Eddie Murphy, "Eddie Murphy Productions", embora a produção tenha fracassado mais tarde. Foi re-anunciado em 2006, quando o produtor Jerry Bruckheimer anunciou sua intenção de ressuscitar a série de filmes, embora tenha desistido de sua opção de produzir o filme, passando as funções de produção para Lorenzo di Bonaventura. Em setembro de 2006, um roteiro, uma amálgama de vários rascunhos anteriores, foi apresentado a Murphy, que relatou estar "muito feliz" com o esboço que foi descrito como uma tentativa de recapturar a "sensação do original". Murphy admitiu que uma de suas motivações para fazer um quarto filme de Beverly Hills Cop era compensar o fato de que o terceiro filme era "horrível" e que "ele não queria deixar (a franquia) assim".
Em maio de 2008, o diretor de Hora do Rush, Brett Ratner, foi oficialmente nomeado diretor, que prometeu que o filme retornaria sob a classificação "R" padrão da série, em vez de um boato diluído PG-13. Michael Brandt e Derek Haas foram contratados como roteiristas para melhorar o roteiro existente em julho de 2008 e completaram um novo roteiro, sob o título de trabalho Beverly Hills Cop 2009, que veria Foley retornar a Beverly Hills para investigar o assassinato de seu amigo Billy Rosewood. O roteiro acabou sendo rejeitado, deixando Ratner para trabalhar em uma nova ideia. Em entrevista à revista Empire, Ratner afirmou: "Estou trabalhando muito duro no quarto. É muito difícil, especialmente porque havia três antes. Estamos tentando descobrir algumas coisas importantes, como por onde começamos? Está aposentado? Ele está em Beverly Hills? Ele está de férias? O juiz Reinhold retornará como o adorável Billy Rosewood? Muitas questões para descobrir, mas espero ter um roteiro antes que o filme desapareça de nossa existência." O próprio Murphy se comprometeu com o projeto, não foi confirmado se os outros atores principais da série, Judge Reinhold, John Ashton, Ronny Cox ou Bronson Pinchot também retornariam,  embora Ratner tenha declarado no final de 2009 que estava tentando convencer Reinhold e Ashton para reprisar seus papéis. "Axel F", de Harold Faltermeyer, no entanto, definitivamente retornaria para a quarta parte proposta, com Ratner citado dizendo: "Estará de volta, mas será uma interpretação totalmente nova". Ratner afirmou em entrevista à MTV que ainda havia a possibilidade de que eles fizessem um quarto filme, mas que não seria "tão cedo".
Em outubro de 2011, Murphy discutiu um possível quarto filme, afirmando: "Eles não estão fazendo isso. O que estou tentando fazer agora é produzir um programa de TV estrelado pelo filho de Axel Foley, e Axel é o chefe de polícia agora em Detroit. Eu fazia o piloto, aparecia aqui e ali. Nenhum dos roteiros do filme estava certo; estava tentando forçar a premissa. Se você tem que forçar algo, você não deveria estar fazendo isso. Era sempre uma repetição de Era sempre errado."  Durante o final do verão de 2013, depois que a CBS decidiu passar a série de TV, a Paramount decidiu avançar com o quarto filme. Em 13 de setembro de 2013, Jerry Bruckheimer afirmou que estava em negociações para produzir. Em 6 de dezembro de 2013, foi anunciado que Eddie Murphy irá novamente reprisar o papel de Axel Foley e Brett Ratner irá dirigir. Em 2 de maio de 2014, o Deadline anunciou que os roteiristas Josh Appelbaum e Andre Nemec escreveriam o roteiro.
Em 27 de junho de 2014, em uma entrevista à Rolling Stone, Murphy discutiu o retorno ao personagem mais ousado de Axel Foley depois de anos fazendo filmes para toda a família. “Eu não faço um cara de rua, classe trabalhadora, um personagem de colarinho azul há muito tempo, então talvez seja tipo, "Oh, uau, eu não lembrava que ele era capaz de fazer isso", disse Murphy. De acordo com relatos do estúdio sobre o enredo do filme, Foley retornará a Detroit depois de deixar seu emprego em Beverly Hills e enfrentará o inverno mais frio já registrado para navegar pelas novas regras e velhos inimigos de uma das cidades mais tenazes da América. O estado de Michigan aprovou US$ 13,5 milhões em incentivos para filmes, com base em cerca de US$ 56,6 milhões de gastos do cineasta no estado. O filme será rodado em Detroit e nos arredores e estima-se que forneça empregos para 352 trabalhadores. O filme foi originalmente programado para lançamento em 25 de março de 2016, mas em 6 de maio de 2015, a Paramount Pictures retirou Beverly Hills Cop IV de seu cronograma de lançamento, devido a preocupações com o roteiro. Em 14 de junho de 2016, o Deadline Hollywood informou que Adil El Arbi e Bilall Fallah, diretores do drama belga Black (2015), dirigiriam o filme. Em janeiro de 2017, foi revelado que uma nova entrada na franquia, Beverly Hills Cop IV começaria a filmar em junho de 2017 com Eddie Murphy reprisando seu papel como Axel Foley, e Adil El Arbi e Bilall Fallah como diretores. Em setembro, Arbi e Fallah tiveram interesse em escalar Tom Hardy ou Channing Tatum para estrelar ao lado de Murphy.
Em agosto de 2019, o filme foi descrito como ainda em fase de desenvolvimento. Em 1º de outubro de 2019, em uma entrevista ao Collider, Murphy anunciou que a filmagem principal começará após o término das filmagens de Coming 2 America (2021). Em 14 de novembro de 2019, o Deadline Hollywood anunciou que a Paramount Pictures fez um acordo de licença única, com opção para uma sequência, com a Netflix para desenvolver o filme. Em maio de 2020, após atrasos nos negócios de cinema causados pela pandemia do COVID-19, Arbi e Fallah confirmaram que ainda estão ligados como co-diretores e que um novo roteirista estava trabalhando em um novo roteiro para o filme. Em abril de 2022, Arbi e Fallah deixaram o filme para se concentrar em Batgirl (2022), com Mark Molloy contratado para substituí-los. No mesmo artigo, foi anunciado que Will Beall escreveu o roteiro.

### Filmagens
As filmagens principais começou em 29 de agosto de 2022, em San Bernardino, juntamente com outras áreas da Califórnia, por 58 dias, para gerar US$ 78 milhões em gastos qualificados em incentivos fiscais. Em fevereiro de 2022, o filme entrou em pré-produção e recebeu um crédito fiscal do estado da Califórnia de US$ 16.059.000. Em agosto de 2022, Taylour Paige e Joseph Gordon-Levitt foram escalados para papéis não revelados.[5] No mesmo mês, Paul Reiser e John Ashton foram confirmados para reprisar seus papéis como Det. Jeffrey Friedman e o Sgt. John Taggart, respectivamente, dos dois primeiros filmes. Em setembro, Judge Reinhold e Bronson Pinchot foram confirmados para reprisar seus papéis como Sargento William "Billy" Rosewood e Serge respectivamente.

## Lançamento
O filme foi lançado no serviço de streaming Netflix em 3 de julho de 2024. Para promover o lançamento do filme, uma promoção com o personagem animado Crazy Frog foi lançada. Crazy Frog lançou anteriormente um cover da música tema da franquia, "Axel F", em 2005.

## Recepção

### Audiência nostreaming
Após estrear em 3 de julho na Netflix, o filme ficou em primeiro lugar, marcando 41 milhões de visualizações em cinco dias. Ele também teve 80,7 milhões de horas assistidas.

### Resposta da crítica
No site agregador de críticas Rotten Tomatoes, 67%% das 200 resenhas dos críticos são positivas, com uma classificação média de 6.1/10. O consenso do site diz: "Contencioso em deixar um Eddie Murphy muito brincalhão trazer todo o calor, o quarto Beverly Hills Cop se baseia na nostalgia, mas marca um retorno bem-vindo para Axel Foley." O Metacritic, que usa uma média ponderada, atribuiu ao filme uma pontuação de 55 em 100, baseado em 44 críticos, indicando críticas "mistas ou médias".
Robert Daniels do The New York Times escreveu: "Embora esta parcela não seja tão lamentável quanto Beverly Hills Cop III, também não tem o charme ou a energia dos dois primeiros filmes. É uma comédia de ação fraca e desesperada com poucos momentos memoráveis."

## Prêmios
Em 2023, Beverly Hills Cop: Axel Foley foi indicado nas categorias de Gerente de Locação do Ano - Longa-metragem de Estúdio e Equipe de Locação do Ano e Longa-metragem de Estúdio no California On Location Awards.